# Zapato 3
 (avril 2009).
 (septembre 2020).
Zapato 3 est un groupe de rock du Venezuela, très populaire en Amérique latine dans les années 1980 et 1990.
Membres :  Carlos Segura, Jaime Verdaguer, Fernando Batoni, Álvaro Segura et Diego Marquez.

## Discographie
1. 1989 Amor, Furia y Languidez
2. 1991 Bésame y Suicídate
3. 1994 Separación
4. 1995 Cápsula Para Volar
5. 1999 Ecos Punzantes del Ayer
6. 2010 Lo Mejor de Zapato 3
7. 2014 La Ultima Cruzada Live'
8. 2017 Amaranto et Te prendo como mirra (SINGLES)

## Sources
- Eugenio Miranda, Zapato 3: una fantástica historia de amor y aventura, Fondo Editorial Letras, 1999
- La Ultima Cruzada, la pelicula 2014
- Guarache, Una Idea Muy Obscena. Ediciones B 2015
- http://cajamusicalve.blogspot.com/2016/10/caja-musical-con-jaime-verdaguer.html